# Роман Радзівонович
Роман Радзивонович (пол. Roman Radziwonowicz; * 1 серпня 1959) — польський музикант і співак українського походження, виконавець українських пісень.
Народився у Черничині Грубешівського повіту Люблінського воєводства Польщі.
Закінчив Музичну академію в м. Познань (магістр мистецтва). Працював вчителем музики, музичним інструктором, диригентом духового оркестру. У 1993–1999 роках — артистичний директор та диригент чоловічого хору «Журавлі», в якому раніше був співаком (1977–1993). Співак і бас-гітарист фольк-поп-гурту «Чумаки». Виконав «Думку Богуна» до фільму Єжи Гофмана «Вогнем і мечем». 
Багато разів був у художньому керівництві Фестивалів української культури та Зустрічей культур і Фестивалів дитячих ансамблів у Кошаліні. Є членом Спостережної ради «Радіо Кошалін».
Відзначений Срібною відзнакою Польського об'єднання хорів і оркестрів (1992), міністерською відзнакою «Заслужений діяч культури» (1997), творчою стипендією міністра культури і мистецтва (1999).